# José María Barberá
José María Barberá (Reus, 8 de abril de 1833-Barcelona, 1900) fue un hombre de letras español.

## Biografía
Natural de Reus, estudió latín y Humanidades, siguiendo los cursos de la última bajo la dirección de Ramón Balart. En el seminario conciliar de Tarragona cursó Filosofía, Teología y Cánones y siguió, asimismo, la carrera de Filosofía y Letras; más tarde, sería catedrático de Retórica y Griego en ese mismo centro.
Obtuvo, previas oposiciones, la cátedra de Psicología en el instituto de segunda enseñanza de Tarragona. Por méritos contraídos en el profesorado, obtuvo varias condecoraciones, cruces y el título de capellán de honor y predicador de la real capilla, concedido primeramente por Amadeo de Saboya y después por Alfonso XII.
Falleció en Barcelona en 1900.

## Obra
Publicó muchos trabajos literarios y discursos en revistas y periódicos. Destacan los que leyó en Tarragona el 24 de abril de 1881 y el 4 de junio del año siguiente, como presidente de los certámenes celebrados en dichos años por el Ateneo Tarraconense de la Clase Obrera. Escribió sermones, trabajos históricos y hasta ensayos de psicología. Asimismo, fue autor de traducción de libros bíblicos y de textos clásicos. Destaca, entre el vasto material que produjo, Lo prodigi del sigle (1868).